# 정용수
정용수(鄭龍壽, ? ~ 1412년)는 고려 말 조선 초의 문신이다.

## 생애
1392년 음력 7월 17일에 조선 개국에 참여하고 개국 2등공신에 녹훈(錄勳)되고 판사복시사(判司僕寺事)에 임명되었다. 1400년 승녕부(承寧府) 초대 윤(尹)에 임명되었고, 이후 판승녕부사(判承寧府事)로 올랐다. 1402년 동북면의 난에 연루되어 유배에 처해졌다. 1412년 졸하였고, 호목(胡穆)이라는 시호를 얻었다.

## 동북면의 난연루
정용수는 1402년에 태조를 호종하는 방식으로 동북면의 난에 참여하였다는 죄목으로 유배에 처해졌다. 졸한 이후 사헌부, 박은 등이 여러 차례 추가 처벌을 요청하였으나 받아들여지지 않았다. 1418년에야 세종의 동의로 공신직에서 삭탈되었다가 1437년 복권되었다.

## 자손
- 정관(鄭貫)